# Hrinnîkî, Demîdivka
Hrinnîkî (în ucraineană Хрінники) este un sat în comuna Vîceavkî din raionul Demîdivka, regiunea Rivne, Ucraina.

## Demografie
Componența lingvistică a localității Hrinnîkî
     Ucraineană (99,26%)
     Alte limbi (0,61%)
Conform recensământului din 2001, majoritatea populației localității Hrinnîkî era vorbitoare de ucraineană (99,26%), existând în minoritate și vorbitori de alte limbi.